# Steeple Claydon
Steeple Claydon è un villaggio e parrocchia civile dell'Inghilterra, appartenente alla contea del Buckinghamshire.